# Przedsiębiorstwo Komunikacji Autobusowej w Gdyni
Przedsiębiorstwo Komunikacji Autobusowej Sp. z o.o. w Gdyni, to firma zajmująca się usługami związanymi z rozkładowym transportem pasażerskim i transportem w komunikacji miejskiej.

## Tabor[2]
Trzon taboru PKA stanowią pojazdy marki Solaris Urbino 12 w liczbie 20 sztuk.
| Model autobusu                              | Lata produkcji                              | W ekploatacji od                            | Numer taborowy                                           | Wyposażenie | Ilość   |
| ------------------------------------------- | ------------------------------------------- | ------------------------------------------- | -------------------------------------------------------- | --- | ------- |
| MAN Lion’s City                             | 2019                                        | 2019                                        | 5090-5098,                                               | przewóz osób na wózkach · system informacji pasażerskiej · monitoring · klimatyzacja przestrzeni pasażerskiej · ładowarki USB | 9       |
| MAN Lion’s City G                           | 2019                                        | 2019                                        | 5237-5252,                                               | przewóz osób na wózkach · system informacji pasażerskiej · monitoring · klimatyzacja przestrzeni pasażerskiej · ładowarki USB | 16      |
| Mercedes-Benz O530 C2 E-Citaro              | 2021                                        | 2021                                        | 5153-5168                                                | przewóz osób na wózkach · system informacji pasażerskiej · monitoring · klimatyzacja przestrzeni pasażerskiej · ładowarki USB | 16      |
| Mercedes-Benz O530 C2 E-Citaro G            | 2021                                        | 2022                                        | 5328-5335                                                | przewóz osób na wózkach · system informacji pasażerskiej · monitoring · klimatyzacja przestrzeni pasażerskiej · ładowarki USB | 8       |
| Solaris Urbino 12 III                       | 2011                                        | 2011                                        | 5083, 5084,                                              | przewóz osób na wózkach · system informacji pasażerskiej · monitoring · klimatyzacja przestrzeni pasażerskiej                 | 2       |
| Solaris Urbino 12 III                       | 2013                                        | 2013                                        | 5004, 5008,                                              | przewóz osób na wózkach · system informacji pasażerskiej · monitoring · klimatyzacja przestrzeni pasażerskiej                 | 2       |
| Solaris Urbino 12 III                       | 2015                                        | 2015                                        | 5001-5003, 5005, 5006, 5009, 5012-5016, 5018-5020, 5085, | przewóz osób na wózkach · system informacji pasażerskiej · monitoring · klimatyzacja przestrzeni pasażerskiej                 | 15      |
| Solaris Urbino 12 IV                        | 2016                                        | 2016                                        | 5088,                                                    | przewóz osób na wózkach · system informacji pasażerskiej · monitoring · klimatyzacja przestrzeni pasażerskiej                 | 1       |
| Solaris Urbino 18 III                       | 2005                                        | 2015                                        | 5255                                                     | przewóz osób na wózkach · system informacji pasażerskiej · monitoring                                                         | 1       |
| Solaris Urbino 18 III                       | 2006                                        | 2006/2007                                   | 5257, 5258,                                              | przewóz osób na wózkach · system informacji pasażerskiej · monitoring                                                         | 2       |
| Solaris Urbino 18 III                       | 2010                                        | 2010                                        | 5259,                                                    | przewóz osób na wózkach · system informacji pasażerskiej · monitoring · klimatyzacja przestrzeni pasażerskiej                 | 1       |
| Solaris Urbino 18 III                       | 2011                                        | 2011                                        | 5260,                                                    | przewóz osób na wózkach · system informacji pasażerskiej · monitoring · klimatyzacja przestrzeni pasażerskiej                 | 1       |
| Solaris Urbino 18 III                       | 2012/2013                                   | 2012/2013                                   | 5225-5227,                                               | przewóz osób na wózkach · system informacji pasażerskiej · monitoring · klimatyzacja przestrzeni pasażerskiej                 | 3       |
| Wszystkie pojazdy                           | Wszystkie pojazdy                           | Wszystkie pojazdy                           | Wszystkie pojazdy                                        | Wszystkie pojazdy | 77      |
| Udział autobusów niskopodłogowych we flocie | Udział autobusów niskopodłogowych we flocie | Udział autobusów niskopodłogowych we flocie | Udział autobusów niskopodłogowych we flocie              | Udział autobusów niskopodłogowych we flocie                                                                                   | 100%    |
| Udział autobusów klimatyzowanych we flocie  | Udział autobusów klimatyzowanych we flocie  | Udział autobusów klimatyzowanych we flocie  | Udział autobusów klimatyzowanych we flocie               | Udział autobusów klimatyzowanych we flocie                                                                                    | 96%     |
| Udział autobusów elektrycznych we flocie    | Udział autobusów elektrycznych we flocie    | Udział autobusów elektrycznych we flocie    | Udział autobusów elektrycznych we flocie                 | Udział autobusów elektrycznych we flocie                                                                                      | 31%     |
| Średni wiek pojazdów                        | Średni wiek pojazdów                        | Średni wiek pojazdów                        | Średni wiek pojazdów                                     | Średni wiek pojazdów | 7.5 lat |